# Camp de Bremen-Farge
 (octobre 2024).
Si vous disposez d'ouvrages ou d'articles de référence ou si vous connaissez des sites web de qualité traitant du thème abordé ici, merci de compléter l'article en donnant les références utiles à sa vérifiabilité et en les liant à la section « Notes et références ».

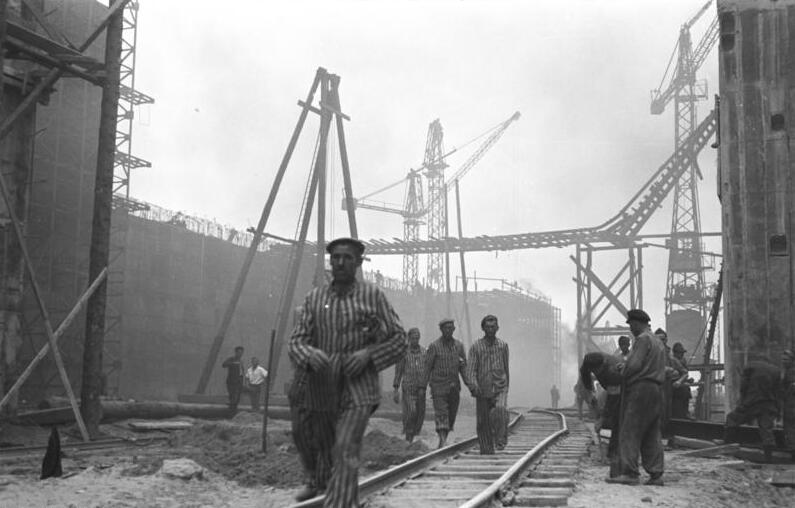
Déportés du camp de Bremen-Farge travaillant à la construction du bunker Valentin.

Le camp de Bremen-Farge (Farge-Valentin) est une unité de travail forcé dépendant du camp de concentration de Neuengamme, située à Neuenkirchener Heide (près du village de Farge, au nord-ouest de Brême), où les détenus étaient affectés à la construction du bunker Valentin, un abri pour sous-marins.
À partir de 1942, le cours de la guerre oblige l’Allemagne nazie à enrôler de nouvelles classes de conscrits qui laissent un vide dans les chaînes de production. Pour compenser ces pertes, les autorités mobilisent d’abord la population féminine, puis des travailleurs forcés étrangers, et finalement la population concentrationnaire. Moyennant finances, la SS organise la mise à disposition des déporté(e)s, soit en installant des entreprises à l'intérieur des camps de concentration, soit en détachant des unités de travail forcé dans des ateliers ou sur des chantiers (Kommandos extérieurs) . Sur la durée de la guerre, Neuengamme administre ainsi dans toute l'Allemagne et jusque dans les îles anglo-normandes, près de 90 Kommandos extérieurs (60 masculins et 24 féminins) qui restent rattachés à leur camp d'origine. La gestion de la main-d'œuvre concentrationnaire donne lieu à d'incessants transferts de détenu(e)s qui empêchent parfois de reconstituer un état des lieux précis des effectifs et des pertes.

## Création
En octobre 1943, l'administration SS de Neuengamme détache 3 000 prisonniers, principalement originaires de France, de l'Union soviétique et de Pologne, sur le site de Farge en plusieurs convois,, en faisant ainsi l'un des plus grands camps annexes de Neuengamme.
Les déportés sont hébergés à Farge (actuelle municipalité de Schwanewede), à quatre kilomètres de leur lieu de travail (situé à Farge-Rekum), dans une cuve souterraine à carburant fermée par un  couvercle servant de toit et camouflé sous le sable. Des baraquements sont ensuite construits au-dessus pour y installer des dortoirs supplémentaires, les cuisines, l'infirmerie, les sanitaires et l'administration du camp.

## Travail  forcé
Les déportés sont mis à la disposition de la Direction centrale des travaux de la Marine et de sociétés telles que Siemens et Krupp.
Ils sont affectés à la construction d'un bunker pour sous-marins, appelé bunker Valentin, dans le cadre d'un programme destiné à protéger les industries de guerre et les chantiers navals des raids aériens des Alliés. Le bunker a un accès direct à la Weser. Il mesure 426 mètres de long et 97 mètres de large. La construction du complexe nécessite l'enrôlement de 10 000 prisonniers des camps de concentration et des travailleurs forcés.
Les conditions de vie dans le camp et les conditions de travail sur le chantier sont extrêmement pénibles. De très nombreux déportés périssent de faim, maladie et épuisement. Les noms de 553 victimes ont été identifiés jusqu’à présent, mais leur nombre exact est certainement plus élevé.
Les travaux sur le bunker ont été arrêtés après de violents bombardements à la fin du mois de mars 1945.
À partir de 1944, le camp est placé sous la responsabilité d'Ulrich Wahl, promu à cette occasion SS-Hauptsturmführer de réserve. Des soldats de la Marine allemande sont chargés de la surveillance,.

## Évacuation
En avril 1945, face à l'avancée des Alliés, les détenus des kommandos de la région de Brême (Schützenhof, Bahrsplate et Riespott) sont transférés vers le camp de Farge. Les premiers arrivent au camp le 7 avril 1945. Le nombre de prisonniers à Farge atteint alors environ 5 000 personnes,.
Le camp est finalement évacué par les SS le 10 avril 1945 et les prisonniers sont répartis dans d'autres camps. Certains rejoignent à pied le Stalag X-B de Sandbostel. Les malades sont entassés dans des trains à destinatipn de Bergen-Belsen, mais le convoi ne dépassera pas  Bremervörde. Les prisonniers ayant survécu à cette épreuve sont évacués vers Sandbostel. Certains sont renvoyés à Neuengamme, via Winsen/Luhe.

## Mémorial
Depuis 2005, un lieu de mémoire et de documentation relatif au bunker Valentin est ouvert au public (Denkort Bunker Valentin).